# Sejm zwyczajny 1766

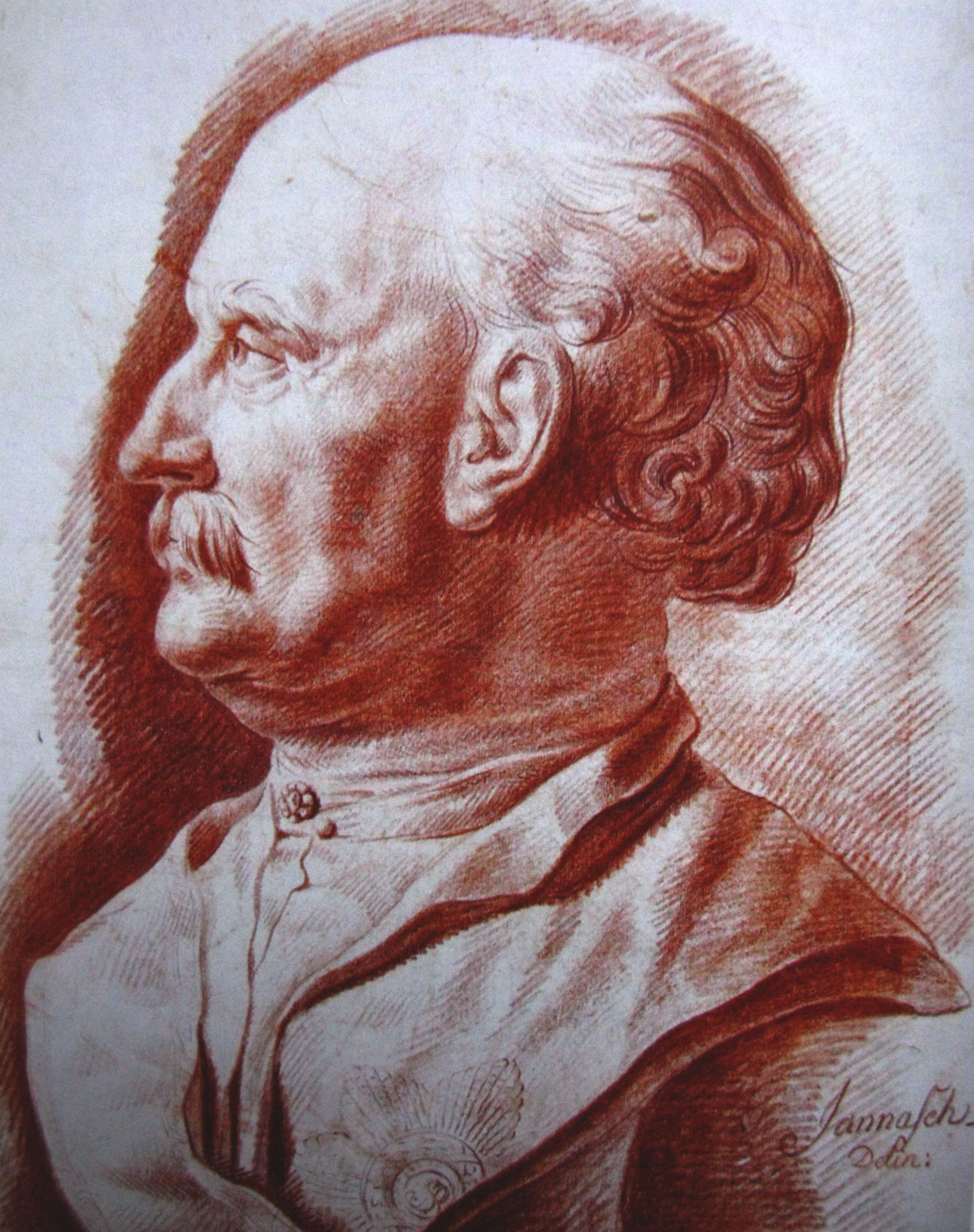
Celestyn Czaplic

Sejm 1766 – sejm I Rzeczypospolitej został zwołany 16 czerwca 1766 roku do  Warszawy.
Sejmiki przedsejmowe w województwach odbyły się 25 sierpnia, a sejmik główny pruski w Malborku 8 września 1766 roku. Marszałkiem sejmu obrano Celestyna Czaplica podkomorzego łuckiego. Obrady sejmu trwały od 6 października do 29 listopada 1766 roku.
W czasie jego sesji miało miejsce starcie przeciwnych obozów politycznych. Obóz reformatorski Familii Czartoryskich próbował przeforsować projekt głosowania większością głosów nad wnioskami składanymi przez Komisję Skarbową. Poseł rosyjski Nikołaj Repnin próbował przeforsować swój projekt przyznania praw politycznych innowiercom. Opozycja związana z biskupem krakowskim Kajetanem Sołtykiem i kamienieckim Adamem Stanisławem Krasińskim, dążąca do obalenia Stanisława Augusta Poniatowskiego i powrotu Wettynów na tron polski, ze swej strony odrzucała projekt równouprawnienia innowierców, wraz z Repninem popierając jednak rozwiązanie konfederacji, zawiązanej jeszcze na sejmie konwokacyjnym 1764 roku.
Gdy 11 października kanclerz wielki koronny Andrzej Zamoyski wystąpił z wnioskiem o głosowanie większością nad projektami Komisji Skarbowej, Repnin i poseł pruski Gédéon Benoît zagrozili Rzeczypospolitej wojną w przypadku przyjęcia takiej ustawy. Równocześnie kuchmistrz wielki litewski Michał Wielhorski złożył wniosek o ubezpieczenie głosu wolnego.
W zaistniałej sytuacji Czartoryscy zmuszeni zostali do głosowania przeciwko własnym projektom, by uratować niektóre ważne konstytucje sejmowe, wprowadzające m.in. czopowe-szelężne zamiast cła generalnego, reformę sądu asesorskiego itp. Według pruskiego dyplomaty przegrana sprawa głosowania większością przyprawiła króla o chorobę, tak że nie był w stanie przyjmować gratulacji w rocznicę swojej koronacji. W ostatnim dniu sejmu udało się wprowadzić głosowanie większością głosów na sejmikach. Rozwiązano konfederację, jednak wobec oporu opozycji i Czartoryskich ambasadorowi Repninowi nie udało się przeprowadzić równouprawnienia dysydentów.
Stało się to powodem zawiązania w 1767 z inspiracji Rosji konfederacji wyznaniowych: radomskiej, słuckiej i toruńskiej.